# Matrosskaïa Tichina
Matrosskaïa Tichina (en russe : Матросская тишина, « le silence des marins ») est un centre de détention russe situé au nord-est de Moscou.  Officiellement, établissement pénitentiaire IZ-99/1 du Service Fédéral d’Application des Peines de Russie, il est plus couramment désigné par le nom de la rue dans laquelle il se trouve.

## Prisonniers célèbres
- Mikhaïl Khodorkovski de 2003 à 2013[1]
- Alexeï Navalny depuis 2021
- Sergueï Magnitski, entre 2008 et 2009